# Carl Adolf Fryckholm
Carl Adolf Fryckholm, född 17 december 1833, död 3 november 1881. Han var en svensk klavermakare i Stockholm. Fryckholm fick burskap 28 juli 1863.

## Biografi
Fryckholm var son till instrumentmakaren Anders Fryckholm i Stockholm.
Fryckholm var gift med Desideria Wilhelmina Ekelund. De fick tillsammans sonen Adolf Victor Wilhelm Hjalmar (född 1877).